# Marmergrutto
De marmergrutto (wetenschappelijke naam: Limosa fedoa; Engels: marbled godwit) is een grote vogel, die hoort tot de steltlopers. Deze soort komt voornamelijk voor in Noord-Amerika, hoewel sommigen tot in het noorden van Zuid-Amerika overwinteren.

## Uiterlijk
Volwassen dieren zijn te herkennen aan de lange, grijsblauwe poten en de lange, rozige snavel, die enigszins omhoog buigt en een zwart uiteinde heeft. Het lijf is bedekt met kaneelbruine veren. De marmergrutto is een van de grootste steltlopers van Noord-Amerika. Hij kan tot 50 cm lang worden met een spanwijdte van de vleugels van tegen de 80 cm.

## Verspreiding en leefgebied
De marmergrutto is een trekvogel en leeft in losse kolonies. Het broedgebied is in de prairies en draslanden van het westen van Canada en noordwesten van de Great Plains in de Verenigde Staten, liefst in een waterrijke omgeving. De vogel maakt nesten op de grond, normaal gesproken in kort gras.
De marmergrutto overwintert in de Amerikaanse en Mexicaanse kustgebieden langs de Grote Oceaan en de Golf van Mexico.
De soort telt twee ondersoorten:
- L. f. beringiae: Alaska.
- L. f. fedoa: centraal en het zuidelijke deel van Centraal-Canada en de noordelijk-centrale Verenigde Staten.

## Leefwijze
In de zomer (juni, juli) bestaat het voedsel voornamelijk uit insecten, maar de vogel eet ook zaden en wortels van grassen of waterplanten. In de kustgebieden waar ze overwinteren bestaat het dieet vooral uit weekdieren en kreeftjes.

## Bedreiging
Door de jacht werd het aantal marmergrutto's in de 19e eeuw sterk teruggebracht. Hoewel de daling daarna enigszins tot staan gebracht is, blijft het verdwijnen van leefgebieden met het oprukken van de landbouw in de broedgebieden een bedreiging.